# August Musger
August Musger (ur. 10 lutego 1868 w Eisenerz, zm. 30 października 1929 w Grazu) – austriacki ksiądz, fizyk i wynalazca, pionier kinematograficznej techniki zwolnionego tempa (slow-motion).

## Życiorys
Urodził się 10 lutego 1869 roku w Eisenerz a zmarł 30 października 1929 roku w Grazu. Studiował na Uniwersytecie Karola i Franciszka w Grazu.

## Wynalazek
Musger wynalazł „Kinematograf z optyczną kompensacją migracji obrazu”, używający lustrzanego bębna jako mechanizmu synchronizującego. Urządzenie, którego używał, zostało opatentowane w 1904 roku i zostało po raz pierwszy zaprezentowane w Grazu w Styrii w 1907 roku. Dziesięć lat później Hans Lehmann znalazł praktyczne zastosowanie dla kompensacji optycznej Musgera w stworzonym przez siebie zwolnionym tempie Ernemanna, pierwszym technicznie użytecznym kinematograficznym slow motion.